# Varco Sabino
Varco Sabino es una localidad italiana de la provincia de Rieti, región de Lacio, con 230 habitantes.

## Evolución demográfica
| Gráfica de evolución demográfica de Varco Sabino entre 1861 y 2001 |
|                                                                    |
| Fuente ISTAT - Elaboración gráfica por parte de Wikipedia          |